# クリップコーポレーション
株式会社クリップコーポレーション（英: CLIP Corporation）は、愛知県名古屋市千種区に本社を置く日本の企業。

## 概要
1982年1月にユアサ商事の孫会社であった湯浅教育システム中部の代表取締役に、クリップコーポレーションの社長である井上憲氏が就任して学習塾を開始、その後、湯浅教育システム中部の譲渡を受け、それが、クリップコーポレーションの前身となる。
同社設立までの経緯を詳述すると、当時、ユアサ商事はコンピューター学習専用機器「ヤルキー」の販売のため8社の販社を設立しており、その内の一社が湯浅教育システム中部であった。しかし、価格が20万円以上する機器は飛ぶようには売れず、どの販社も苦戦し、多くの社が撤退を余儀なくされた。その一方で、井上は発想を転換し、異なるビジネスモデルを思いつく。それは、当該機器を設置するための事務所を準備し、そこに生徒を集め、機器の使用法の説明と学習指導を行い、月謝で資金を回収するという学習塾モデルである。このビジネスモデルを実行し、事業として軌道に乗せたのが同社のクリップ事業（個別指導塾）の走りである。塾名は「ヤルキー学園」であり、愛知県の豊明市に第一号教室を開いた。学習用コンピューターを活用した個別指導による学習塾の本格的な展開は、この会社が先駆けとも言われている。
現在は「ヤルキー学園」の他に、「ピックル進学教室」「東京進学ゼミナール・クリップ」などの学習塾事業、サッカー教室事業、バスケット教室事業、ツアーイベント事業、弁当の配食サービス事業や化粧品・健康食品の販売事業、金属加工事業、農業事業も行っている。CLIP（クリップ）という名前は、Clever Liberal Independent Positeve の4つの言葉の主旨を含み込んだ独自の造語で、既存の権威におもねることなく、自らの知恵と行動力でビジネスに取り組んでいく決意と姿勢を表している。
ほかに化粧品販売・ケーブルテレビビデオシステムの販売・スポーツクラブ運営・飲食事業・住宅関連商品の販売・クリップアクトスタジオ運営など。新規事業として焼肉店の経営も始めた。
創業以来、連続しての増収増益を続けていたが、ここ数年の業績は低迷しており、6期連続しての減収減益となっている。減収傾向に歯止めをかけるため、接骨院、鍼灸院及びマッサージ院、宅地建物取引業並びに不動産の賃貸、管理、鑑定及びコンサルタント業、古物営業法に基づく古物の売買、ITに関する企画開発及びコンサルティング、電子商取引に関する業務を定款に入れ、経営再建中。
2022年の株主総会にて、創業者の井上憲氏が代表取締役会長、創業者の実子の信氏が代表取締役に、創業者の妻の壽美子が取締役、高山俊昭が代表取締役常務に就任した。
2023年12月末に、代表取締役常務の高山が死去。それにより、常勤取締役6名中3名を井上一族（会長が創業者、社長が創業者の実子、取締役が創業者の妻）が占めることになった。
2025年3月期の連結最終損益は、上場以来初の赤字▲7500万円（前の期は8700万円の黒字）となった。

## 沿革
- 1981年（昭和56年）5月 - 株式会社湯浅教育システム中部を設立、コンピュータ学習専用機器の販売を開始。
- 1982年（昭和57年）
  - 1月 - 本社を現在地に移転。
  - 7月 - 中部運営本部を新設し、愛知県豊明市に豊明進学教室を開設。
  - 10月 - 静岡県静岡市に静岡支社を新設。
- 1983年（昭和58年）2月 - 現在の静岡県静岡市北安東に静岡支社を静岡運営支部と名称変更して移転。

- 1989年（平成元年）
  - 3月 - 長野県松本市に湯浅教育研究所を新設。
  - 11月 - 株式会社ユアサシステムに社名を変更。

- 1990年（平成2年）5月 - 株式会社フィールを設立し、美と健康事業部として化粧品販売を開始。
- 1991年（平成3年）
  - 1月 - 宮城県仙台市太白区に東北運営本部を新設。
  - 7月 - 株式会社北海道本部の営業権を譲受。 ユニシステム株式会社を設立し、ケーブルテレビビデオシステムの販売を開始。

- 1992年（平成4年）
  - 2月 - 株式会社湯浅教育研究所の営業権を譲受。
  - 5月 - 福岡県福岡市中央区に九州運営本部を新設し、九州地区に進出。株式会社フィールの営業権を譲受。
  - 6月 - ユニシステム株式会社を、株式会社ユアサシステムシーエイティーブイ事業部と改称。株式会社ユアサスポーツクラブを設立。

- 1995年（平成7年）
  - 4月 - 東北運営本部を現在地に移転。
  - 5月 - 福岡県北九州市に北九州運営本部を新設。
  - 6月 - 株式会社ユアサシステムシーエイティーブイ事業部と株式会社ユアサスポーツクラブを吸収合併。

- 1996年（平成8年）
  - 2月 - 株式会社平和堂から飲食店の営業権を買収し、飲食事業に進出。長野県松本市の湯浅教育研究所を閉鎖。
  - 4月 - 住宅関連商品事業課を新設し、北海道地区にて住宅関連商品の販売を開始。
  - 5月 - 株式会社フィールを株式会社ユアサトータルサービスに商号変更。

- 1997年（平成9年）
  - 1月 - 株式会社クリップコーポレーションと改称。
  - 4月 - 現在の福岡県福岡市博多区に九州運営本部を移転。
- 1998年（平成10年）9月 - 日本証券業協会に株式を店頭登録。
- 2000年（平成12年）
  - 2月 - 株式会社クリップアクトスタジオを設立。
  - 4月 - 株式会社クリップホームを設立し、住宅関連商品の販売を拡大。
- 2002年（平成14年）12月 - 株式会社クリップホームを株式会社クリップワークに商号変更。
- 2003年（平成15年）7月 - 株式会社クリップアクトスタジオを売却。
- 2004年（平成16年）
  - 1月 - 上海井上憲商務諮詢有限公司を設立[13]。
  - 2月 - 株式会社ユアサトータルサービスを解散。
  - 3月 - 株式会社クリップワークを解散。株式会社蛍雪ゼミナールの全株式を取得し、グループ化[14]。
  - 12月 - ジャスダック証券取引所へ上場
- 2010年（平成22年）4月 - ジャスダック証券取引所と大阪証券取引所の合併に伴い、大阪証券取引所（ジャスダック市場）へ上場。
- 2013年（平成25年）7月 - 大阪証券取引所と東京証券取引所が現物市場統合したことにより、東京証券取引所ジャスダック・スタンダード市場に上場 [15]

## 教室の運営形態
指導員（教室長）と呼ばれる社員1名で、生徒募集・学習計画作成・管理や進路指導・清掃などの教室運営全般を取り仕切っている。教室内は基本的にパーテーションなどで仕切らず、教室内のどこからでも生徒が見通せるようになっていて、指導員の目が行き届くようになっている。ここで生徒一人一人の学力に合わせた個別対応指導が行われる。
ここでいう個別対応指導とは、あくまで「豊かな人間性の育成と学力の向上」を目的としており、1教室あたり指導員が7～8人の生徒を担当し、1指導員あたり1日3枠をこなすシステムとなっているところが、他の個別指導塾と一線を画す。
教室は住宅地に置き、商圏は教室から半径約2kmで、親子が歩いて30分で通える距離としている。対象は小学校1年生から中学3年生で、異学年・異教科・異内容をモットーに、生徒に勉強の仕方を指導し、自学自習する能力を付けるためのサポートをすることを重視している。生徒は通常週2回通い、月謝は平均18,000円である。生徒一人当たりの年間売上高は平均33万円と、個別指導型の学習塾と比しては低めの設定である。科目は主要5教科。
開発部と呼ばれる営業部隊が、開設時に商圏範囲内の小中学生に対して生徒募集を行い、初期段階で採算ベースに乗せるのも特徴の一つである。そのために同社は、全社員の1割を開発部に配備している。開発部では3～4人が班を組み、計4班で営業を担当する（関東 1班、中部・大阪 3班） 。教室数は4期連続して減少していて、平成17年3月期で116教室となった。

## 役員構成
- 代表取締役 会長：井上憲氏
- 代表取締役社長：井上信氏
- 代表取締役常務：岡田高志
- 取締役 ：井上壽美子
- 取締役相談役：橋本学
- 取締役：三輪智明
- 取締役：岸剛史
- 常勤監査役 ：安座間亮
- 監査役 ：林秀明
- 監査役 ：日比大介[19]

## 事業所
- 本社 - 愛知県名古屋市千種区内山3-18-10　千種ステーションビル7階
- 名古屋本部 - 愛知県名古屋市千種区内山3-18-10　千種ステーションビル7階
- 茨城支部 - 茨城県土浦市湖北2-9-1　エスベイエルマンション211
- 埼玉支部 - 埼玉県さいたま市北区日進町2-1433-22
- 千葉支部 - 千葉県千葉市若葉区都賀2-25-5
- 東東京支部 - 千葉県市川市相之川4-8-14　グレースコート101
- 西東京支部 - 東京都杉並区今川2-24-1　カリフール今川3-112
- 神奈川支部 - 神奈川県横浜市港北区大豆戸町538　HARU宗久一番館306
- 三河支部 - 愛知県安城市住吉町6-8-4　第二新安城ビル2F
- 岐阜支部 - 岐阜県羽島郡笠松町江川3-2
- 三重支部 - 三重県津市河芸町千里ヶ丘16-2
- 大阪支部 - 大阪府大阪市中央区森の宮中央2-8-2　永田中央ビル105
- 神戸支部 - 兵庫県神戸市垂水区福田4-2-22-202
- 岡山支部 - 岡山県岡山市豊成3-18-35-105
- 広島支部 - 広島県広島市東区戸坂数甲1-3-1　土井マンション207[20]